# Arenaria multifida
Arenaria multifida är en nejlikväxtart som beskrevs av S. Wats. Arenaria multifida ingår i släktet narvar, och familjen nejlikväxter. Inga underarter finns listade i Catalogue of Life.